# Мостовой, Иван Иванович
Ива́н Ива́нович Мостово́й (15 мая 1929, Николаев, Николаевский округ, УССР, СССР — 21 мая 2012, Марганец, Днепропетровская область, Украина) — бригадир забойщиков рудоуправления имени 40-летия Октября треста «Никопольмарганец» Министерства чёрной металлургии Украинской ССР (Днепропетровская область), Герой Социалистического Труда (1966).

## Биография
Родился 15 мая 1929 года в городе Николаев, Николаевский округ, УССР (ныне Николаевская область, Украина).
Воспитывался в Николаевском детском доме № 1. Окончив 4 класса школы, вместе с детским домом из-за начала Великой Отечественной войны был эвакуирован в город Нытва Пермской области. В 1943 году поступил в ремесленное училище № 15 при Пермском металлургическом заводе на специальность вальцовщика горячего проката металла, параллельно с учёбой работал на заводе. В 1945 году назначен бригадиром бригады вальцовщиков. В 1946 году переехал в город Марганец, окончил школу фабрично-заводского обучения (ФЗО) по специальности «забойщик», и в 1947 году начал работать на шахте № 15 рудоуправления имени К. Е. Ворошилова (позднее — имени 40-летия Октября) треста «Никопольмарганец» крепильщиком. Одновременно осваивал смежные профессии. В 1959 году стал главой комсомольско-молодёжной бригады забойщиков.
Указом Президиума Верховного Совета СССР от 22 марта 1966 года «за выдающиеся успехи, достигнутые в развитии чёрной металлургии» удостоен звания Героя Социалистического Труда с вручением ордена Ленина и золотой медали «Серп и Молот».
В 1960 году переведён на шахту № 1-бис недавно открытого рудника «Грушевский». Работал бригадиром до выхода на пенсию по состоянию здоровья в 1979 году, после улучшения состояния здоровья в 1984 году вернулся на шахту и работал подземным люковым. В 1986 году окончательно ушёл на заслуженный отдых. Жил в городе Марганец, где скончался 21 мая 2012 года.
Избирался делегатом XXIII съезда КПСС (1966). Награждён орденами Ленина (22.03.1966), Октябрьской Революции (30.03.1971), юбилейной медалью «20 лет независимости Украины» (19.08.2011), медалями, знаком «Шахтёрская слава» 3 степеней. Заслуженный шахтёр Украинской ССР. Почётный гражданин города Марганец (1966).